# Walter Paisley
Pour les articles homonymes, voir Paisley.
Walter Paisley est le nom d'un personnage fictif porté essentiellement par l'acteur Dick Miller dans plusieurs de ses films. Il s'agit simplement d'une reprise du nom sous forme de « private joke », sans que les personnages eux-mêmes aient un quelconque lien entre eux.
Le nom est utilisé pour la première fois dans le film Un baquet de sang de Roger Corman (1959) dans lequel Dick Miller incarne un serveur qui se découvre une âme d'artiste sculpteur en tuant ses modèles et en les recouvrant d'argile.
En 1976, Miller est à nouveau Walter Paisley dans une autre production de Corman, Hollywood Boulevard de Joe Dante et Allan Arkush, un film à petit budget qui reprend lui-même des séquences tirées d'une dizaine d'autres films antérieurs, comme La Course à la mort de l'an 2000 (1976).
Le nom de Paisley réapparaît, toujours sous les traits de Dick Miller, gérant d'une librairie occulte dans Hurlements (1981) ou propriétaire d'un bar dans le troisième sketch de La Quatrième Dimension (1983), tous deux également réalisés par Joe Dante.
Dick Miller porte à nouveau ce nom en 1986 pour son rôle de concierge dans Shopping, un film où des robots censés assurer la sécurité d'un centre commercial s'en prennent aux employés.
Il porte une dernière fois ce nom dans le rôle mineur de l'Officier Paisley dans le téléfilm Shake, Rattle and Rock! (1994), remake d'un film de 1956.
Enfin, le nom de Walter Paisley est également porté par Anthony Michael Hall dans le remake télévisé de Un baquet de sang sorti en 1995.